# Incestophantes bonus
Incestophantes bonus là một loài nhện trong họ Linyphiidae.
Loài này thuộc chi Incestophantes. Incestophantes bonus được Andrei V. Tanasevitch miêu tả năm 1996.